# Махута Тафиао
Махута Тафиао  I (маори Mahuta Tāwhiao; около 1855 — 9 ноября 1912) — третий король маори (1894—1912), политик, член Законодательного совета Новой Зеландии (1903—1910).

## Биография
Махута родился в регионе Уаикато, вероятно, в 1854 или 1855 году. Был старшим сыном короля маори Тафиао и его первой жены Геры. В 1860-х годах Новая Зеландия участвовала в войне и на это время королевская семья эвакуировалась в дальний регион Кинг-Кантри на Северном острове, поэтому Махута получил очень мало европейского образования, мало говорил по-английски и вырос традиционалистом.
В 20 лет Махута женился на Те Марае, дочери Амукете (Амукети) Те Кереи, вождя, который был убит в битве при Рангирири в 1863 году. У Махуты было пять сыновей: Те Рата (который сменил его на посту короля), Тайпу, Тумате, Тонга и Те Рауангаанга.

## Правление

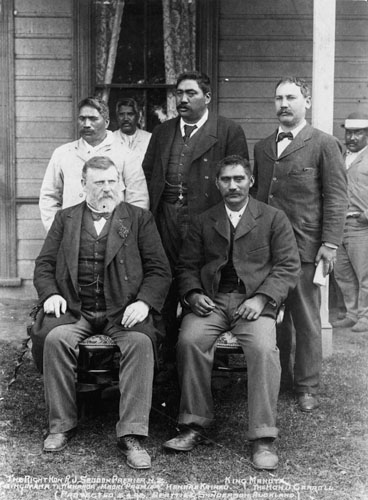
Махута Тафиао с членами правительства Седдона (1898).

Отец Махуты Тафиао умер в августе 1894 года и Махута стал королём маори, заняв трон 15 сентября того же года.
Во время правления Махуты были созданы первые суды Маорийского королевского движения с участием судей, секретарей и регистраторов. Однако нация сильно ослабла на рубеже веков. У народа маори было мало земли, а демографические кризисы и нищета опустошили племя. Благодаря ряду сделок с колониальными властями, включая присоединение к существовавшему в то время Законодательному совету, Махута восстановил некоторое влияние на свой народ, хотя последние годы его жизни были заполнены семейными проблемами.
Махута был членом Законодательного совета Новой Зеландии с 22 мая 1903 года по 21 мая 1910 года, когда закончился его срок полномочий. Он был назначен либеральным правительством и был министром без портфеля и членом Исполнительного совета с 22 июня 1903 года по 21 июня 1906 года в министерстве Седдона и с 21 июня 1906 года по 6 августа 1906 года во временном министерстве Холла-Джонса. Во время работы в Законодательном совете он делегировал королевский титул своему младшему брату Те Вероверо Тафиао.
Умер в Ваахи 9 ноября 1912 года и был похоронен на горе Таупири.